# 大館駅
大館駅（おおだてえき）は、秋田県大館市御成町（おなりちょう）1丁目にある、東日本旅客鉄道（JR東日本）・日本貨物鉄道（JR貨物）の駅である。

## 概要
奥羽本線を所属線として、当駅を終点とする花輪線を加えた2路線が乗り入れている。かつては小坂製錬の小坂線、同和鉱業の花岡線も乗り入れていた。
また、当駅は、「秋田県北部の中心都市である大館市の玄関口として102年の歴史を誇る駅」として東北の駅百選に選定されている。

## 歴史
- 1899年（明治32年）11月15日：官設鉄道の一般駅として北秋田郡大館町に開業[4]。
- 1909年（明治42年）
  - 5月7日：1908年（明治41年）に開業した専用鉄道を改修し、小坂線が小坂駅まで開業。
  - 10月12日：線路名称を制定し、奥羽本線の駅となる。
- 1914年（大正3年）7月1日：秋田鉄道線が扇田駅まで開業[6]。
- 1916年（大正5年）1月26日：花岡線が開業。
- 1929年（昭和4年）11月6日：駅舎改築、祝賀会挙行[新聞 1]。
- 1934年（昭和9年）6月1日：秋田鉄道線が国有化、国鉄花輪線となる[6]。
- 1947年（昭和22年）8月12日：昭和天皇の戦後巡幸のお召し列車が停車。天皇が下車して市民の奉迎に応えた[7]。
- 1951年（昭和26年）10月：跨線橋取替[新聞 2]。
- 1955年（昭和30年）
  - 5月3日：大館駅まで発生した大火により、駅舎（国鉄、小坂鉄道）を消失[新聞 3]。
  - 5月7日：国鉄の駅舎をバラック建てで応急復旧[新聞 4][新聞 5]。
  - 12月23日：国鉄の大館駅に鉄筋コンクリート2階建ての駅舎が竣工[新聞 6]。
- 1956年（昭和31年）1月19日：小坂鉄道の駅舎落成式挙行[新聞 7]。
- 1964年（昭和39年）3月20日：国鉄大館駅の奥羽本線ホームに、電光字幕式の発車時刻表を上下各ホームに1基取り付ける[8]。
- 1970年（昭和45年）12月1日：みどりの窓口の営業を開始[9][新聞 8]。
- 1985年（昭和60年）4月1日：花岡線廃止。
- 1986年（昭和61年）11月1日：荷物の取扱を廃止[4]。
- 1987年（昭和62年）4月1日：国鉄分割民営化により、国鉄の駅はJR東日本・JR貨物の駅となる[4]。
- 1990年（平成2年）3月10日：コンテナ貨物の取り扱いを開始。
- 1994年（平成6年）10月1日：小坂線の旅客営業が廃止。
- 1998年（平成10年）：忠犬ハチ公の縁で渋谷駅と姉妹提携[新聞 9]。
- 2002年（平成14年）：東北の駅百選に選定される。
- 2007年（平成19年）12月18日：発車メロディが県内初のご当地メロディに変更。
- 2008年（平成20年）3月12日：小坂線が運転終了。
- 2009年（平成21年）4月1日：小坂線の廃線[2]に伴い、小坂製錬大館駅廃止。
- 2011年（平成23年）：県外から搬入された放射性物質が検出された焼却灰入りのコンテナが駅構内に一時保管[10]。花岡鉱山#大館駅で長期間保管され返却された焼却灰も参照。
- 2014年（平成26年）4月1日：旧小坂製錬小坂線の駅構内の敷地およびレール跡の敷地などが大館市に無償譲渡[新聞 10]。
- 2017年（平成29年）3月31日：びゅうプラザ大館駅が閉店[11]。
- 2018年（平成30年）
  - 4月1日：自動改札機の使用を開始。
  - 12月1日：業務委託化。大館駅長を廃止し、東能代駅長管理下となる。
- 2022年（令和4年）1月14日：仮駅舎の使用を開始[報道 1]。
- 2023年（令和5年）
  - 10月28日：みどりの窓口の営業を終了[3][12]。
  - 10月29日：新駅舎の使用を開始[報道 1][報道 2][新聞 11]。話せる指定席券売機を導入[3][12][報道 2]。
  - 11月14日：大館警察署や駅関係者16人が参加し、当駅にてテロを想定した訓練を実施[新聞 12]。
- 2024年（令和6年）
  - 4月下旬：南口広場の供用を開始[新聞 13]。
  - 8月8日：駅前広場の供用を開始し、完成記念式典を挙行[新聞 14]。
  - 10月1日：えきねっとQチケのサービスを開始[1][報道 3]。

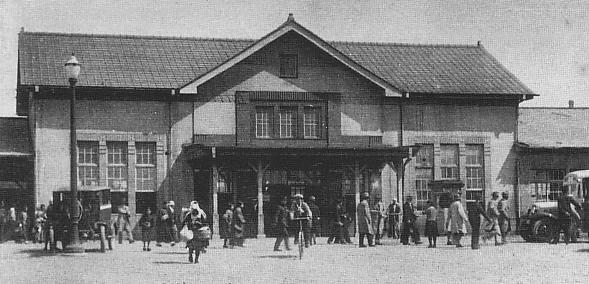
昭和前期の大館駅
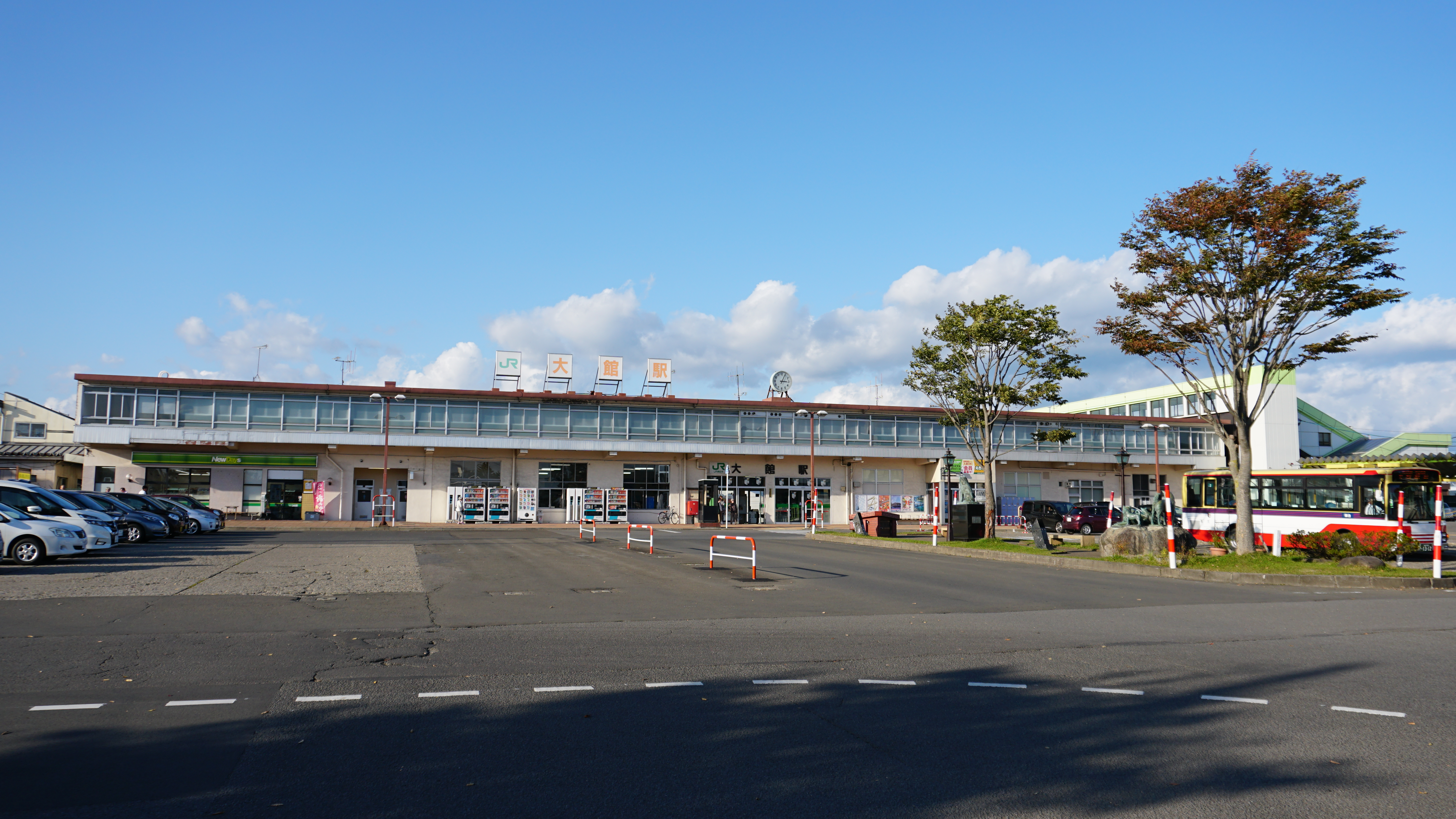
1955年から2022年まで使われた2代目駅舎（2018年10月）
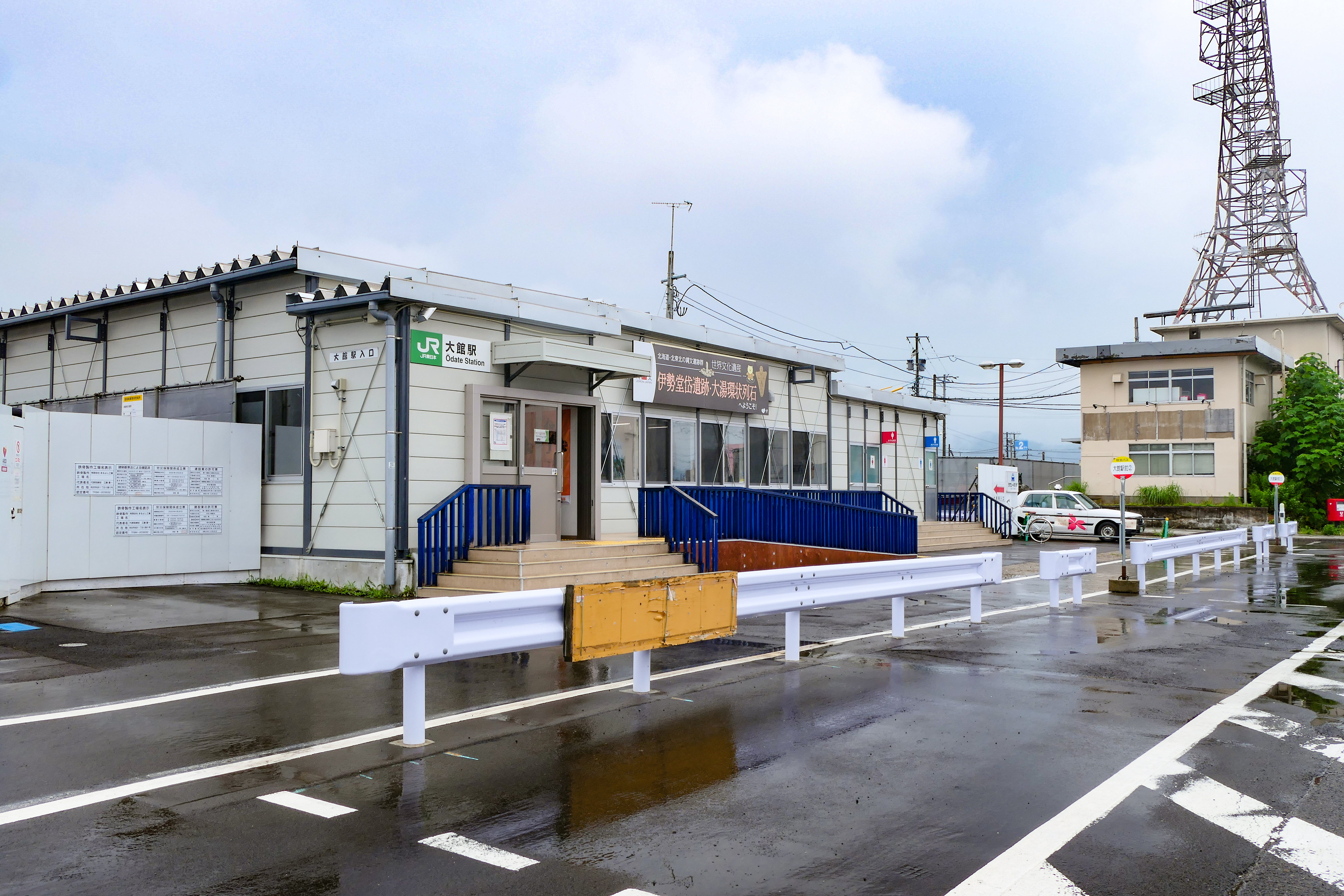
2022年から2023年まで使われた仮駅舎（2023年7月）
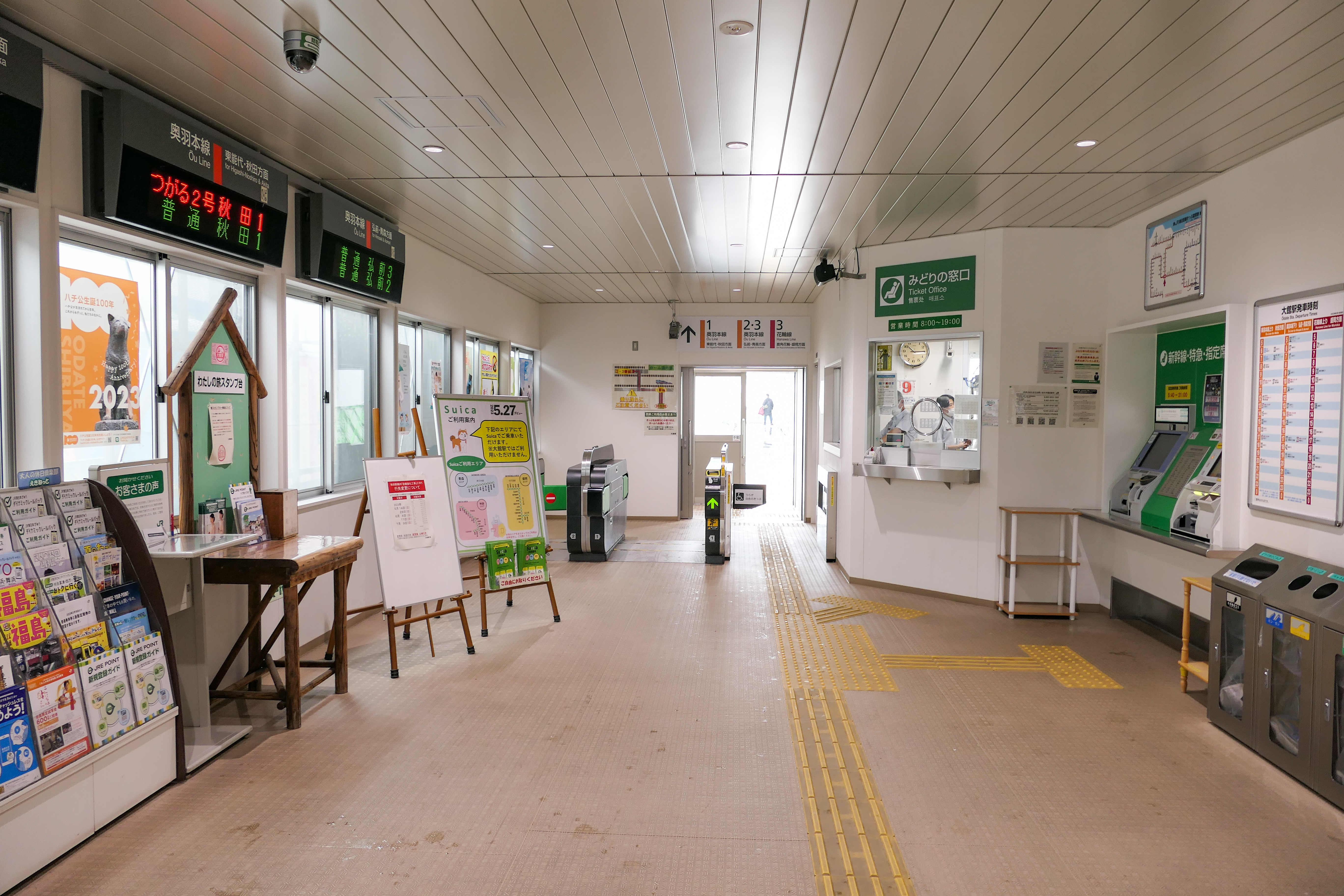
仮駅舎内観（2023年7月）

## 駅構造
単式ホーム1面1線と島式ホーム1面2線、合計2面3線のホームを持つ地上駅である。構内南側で単式ホームの1番線が奥羽線上り本線、島式ホーム内側の2番線が奥羽線下り本線、島式ホーム外側の3番線が花輪線本線となっている。また、1番線と2番線の間にもホームのない中線があり貨物列車などが使用している。3番線の北側にはホームのない副本線と側線があり、夜間滞泊が設定されている。単式ホームに隣接して駅舎が設置されており、島式ホームとは跨線橋で連絡している。
東能代統括センター（東能代駅）管理の業務委託駅（JR東日本東北総合サービス委託）。以前は、直営駅（駅長・助役配置）で、管理駅として奥羽本線の前山駅 - 陣場駅間の各駅を管理していた。
2代目の駅舎は1955年（昭和30年）12月に再建された鉄筋コンクリート造2階建てで、完成当時は伯養軒の支店と食堂が設置されていた。3代目の駅舎は2023年（令和5年）10月29日に使用が開始されている。駅舎内には、自動券売機、話せる指定席券売機、自動改札機（Suica非対応、えきねっとQチケ対応）、待合室、NewDaysが設置されている。構内入換の際の信号・操車業務は弘前統括センター（運輸）大館駐在の社員が行う。なお、かつては待合室内に食堂とジェイアールアトリス売店（旧キヨスク）もあったが、食堂は2007年（平成19年）ごろ、売店は2010年（平成22年）3月に閉店した。駅構内には「JR花輪線 終点駅 106KM918M」と書かれた花輪線の終点を示すモニュメントが、1番線にも銅像を御神体とする「ハチ公神社」が設置されている（「ハチ公神社」の詳細は後述参照）。
2007年（平成19年）12月より、発車メロディがそれまで使用していた日本電音製の「春」から地元出身デュオ・ダックスムーンの曲をアレンジしたメロディに変更されている。なお、ご当地メロディ導入は県内初で、使用曲は1番線が「ハチ公物語」、2・3番線が「きりたんぽ物語」である。

### のりば
| 番線 | 路線      | 方向 | 行先               |
| ---- | --------- | ---- | ------------------ |
| 1    | ■奥羽本線 | 上り | 東能代・秋田方面   |
| 2    | ■奥羽本線 | 下り | 弘前・青森方面     |
| 3    | ■花輪線   | 上り | 鹿角花輪・盛岡方面 |

- 2017年（平成29年）3月改正時点では方面別にホームが完全に分かれているが、3番線からは奥羽本線方面への発車も可能である。

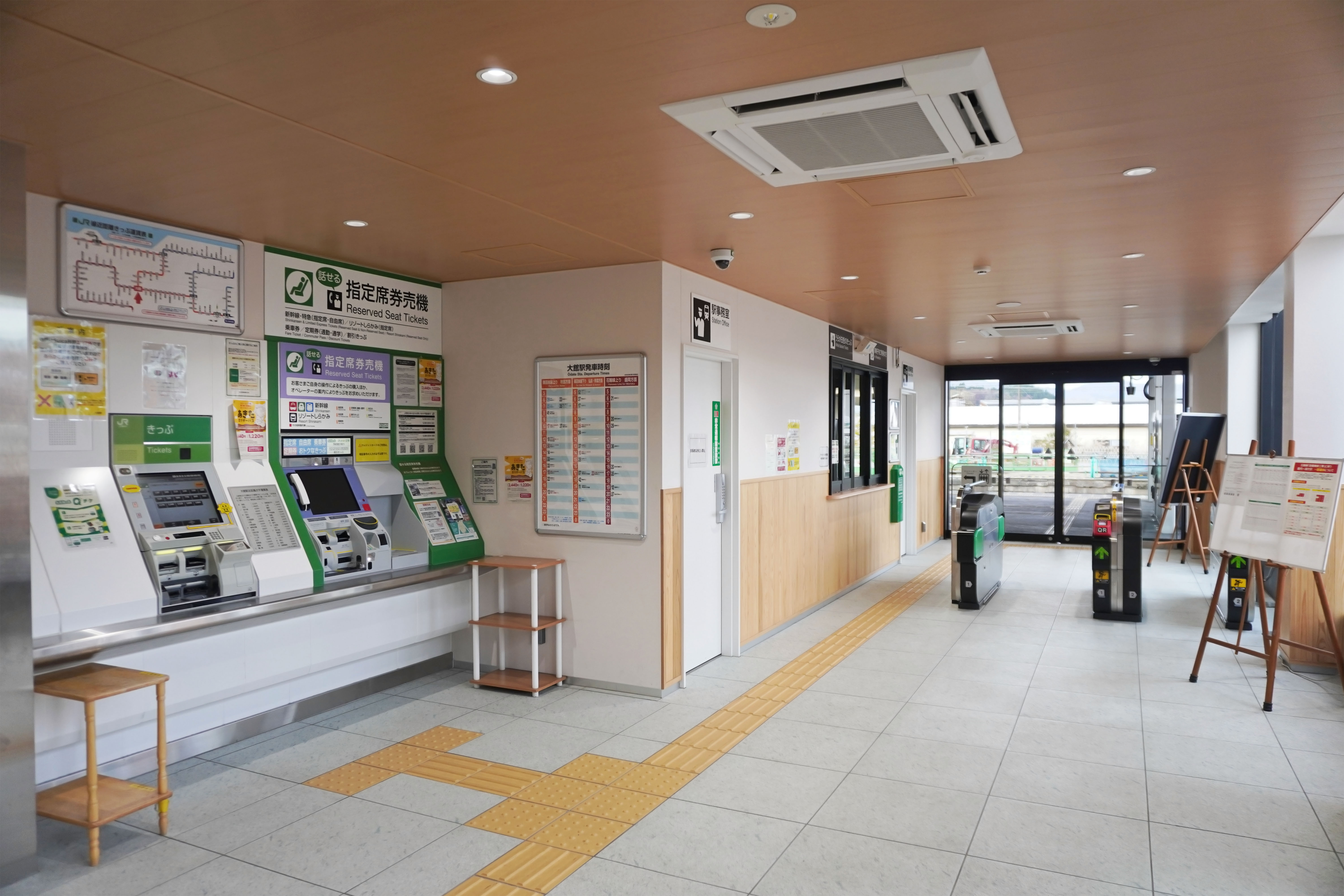
改札口と切符売り場 （2024年11月）
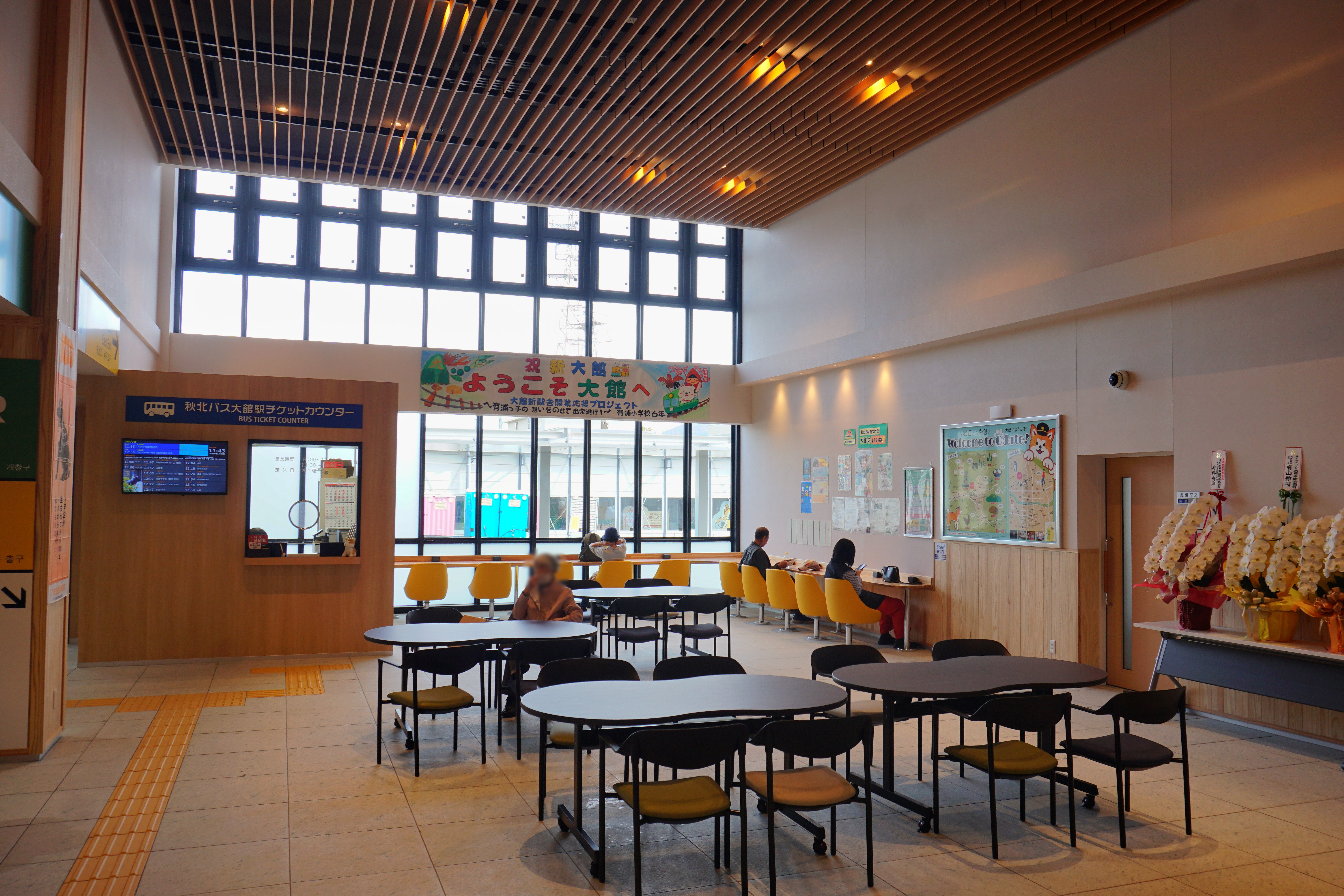
駅舎内観（2023年11月）
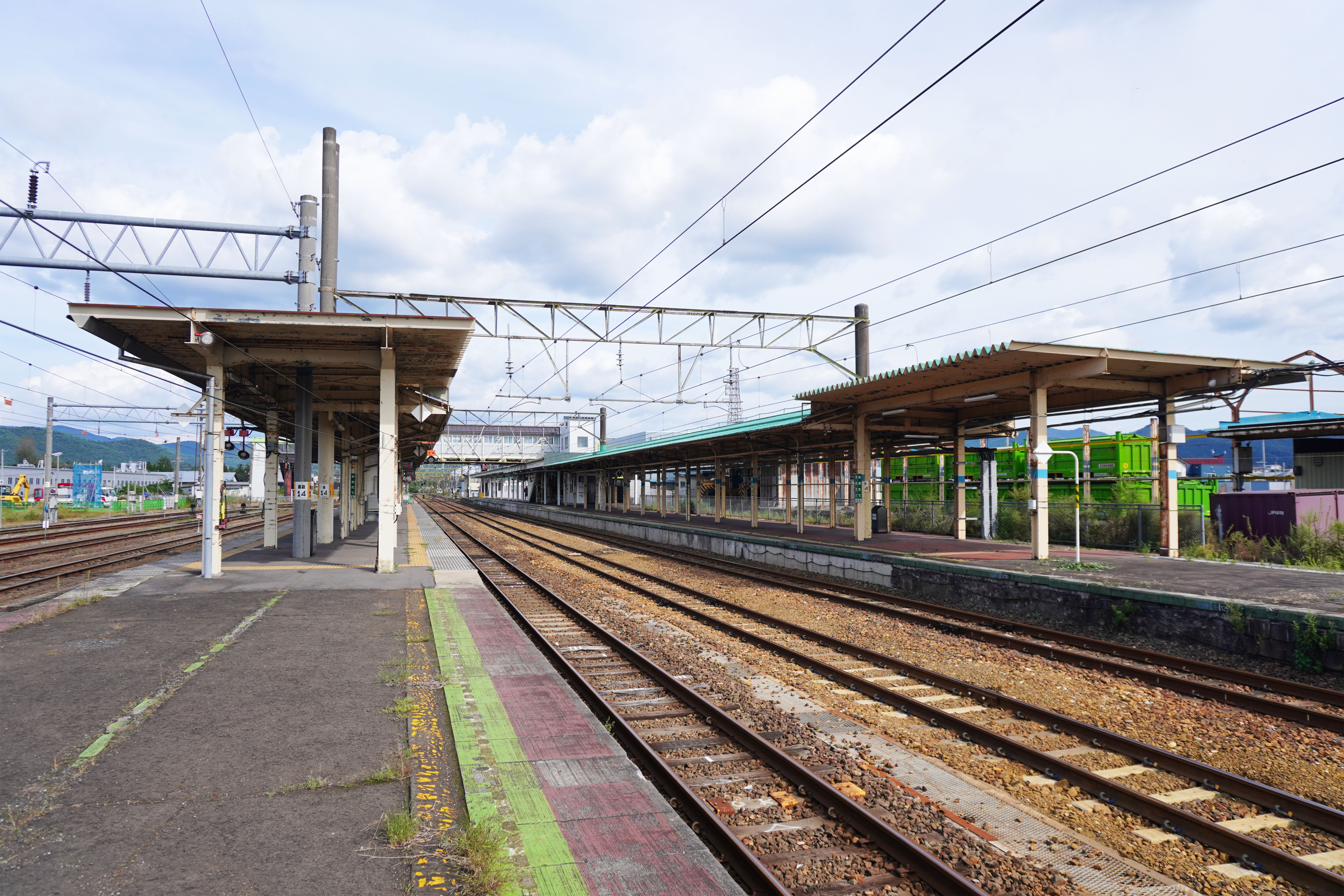
ホーム（2024年9月）

### 貨物駅
JR貨物の施設は旅客駅南口の西側にある。2面2線のコンテナホーム（ヤード）が設置され、複数の留置線も敷設されている。荷役線は、駅の着発線から下川沿駅方面へ伸びる引上げ線から駅方向へ戻るように分岐している。長さは100メートル程度と短い。
当駅はコンテナ貨物の取扱駅となっている。JR規格の12フィートおよび20フィートコンテナを取り扱う。産業廃棄物・特別管理産業廃棄物の取扱許可を得ており、これらが入ったコンテナの取り扱いも可能である。周辺地域に立地するDOWAグループの事業場に向けたリサイクル原料・廃棄物などの到着が多い。その他の主な到着品目としては、仙台西港駅や郡山貨物ターミナル駅等からのビール類があり、発送は米・清涼飲料水・ビール瓶などがある。
1996年（平成8年）3月のダイヤ改正まで、車扱貨物も取り扱っていた。
2023年（令和5年）3月改正ダイヤでは、隅田川駅との間で1往復の高速貨物列車が運行（隅田川駅 - 新潟貨物ターミナル駅間は土・日曜日運休）されている。首都圏との間のDOWAグループの環境・リサイクル関連貨物輸送の強化を主目的に2015年（平成27年）から列車の直行化がなされた経緯があり、積載スペースの多くがDOWAグループ向けに販売され、「DOWA号」の愛称でPRされている。また、首都圏との直行のほか、この列車の当駅発着のコンテナ車の一部は秋田貨物駅で分割併合され、東青森駅経由仙台貨物ターミナル駅発着列車との間で継送される。
大館市は、貨物輸出入拠点として隣接地にインランドデポ（内陸保税通関物流施設）を整備する構想を推進している。

### 小坂製錬（小坂鉄道）
小坂製錬小坂線の大館駅は、前身の同和鉱業小坂線の駅として1908年（明治41年）に開業、1916年（大正5年）には花岡線の旅客営業を開始した。1985年（昭和60年）に花岡線が廃止、1994年10月には小坂線も旅客営業を廃止し、貨物駅に変更される。
その後2009年（平成21年）に貨物駅も廃止し営業を終了した。廃止された当時の小坂線大館駅は下川沿駅方へ伸びる引き上げ線に繋がるJR貨物との貨車授受線2本と、留置線1本があり、構内南側に事務所のような建物の駅舎が置かれていた。駅舎前に通票受器があり、貨物列車運行時は機関士が茂内方からの通票を通票受器に投げ入れていた。
また、旅客営業をしていた当時の構内は多数の側線を有し、その北側（JR大館駅側）に旅客ホーム（単式ホーム）1面1線や駅舎が置かれていた。JR大館駅の駅舎とはまったく別の棟だったので、乗り換えにはいったん改札の外へ出る必要があった。
旅客ホームと駅舎は1998年前半までにすべて撤去され、2014年4月に小坂線の駅構内敷地をDOWAホールディングスから、レール用敷地をDOWAメタルマインから大館市に無償譲渡し、駅前は片側2車線の市道が整備されて大館駅から東大館駅まで最短距離でつながる道路の一部として利用されている。
2020年7月には、秋田職業能力開発短期大学校の学生が作成した手こぎトロッコを活用して線路上を走らせる鉄道パークが駅前にオープンしている。なお、線路は観光交流施設「秋田犬の里」の駐車場に沿って併設している小坂線の廃線が活用されている。

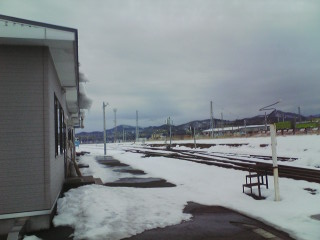
構内（2008年2月）
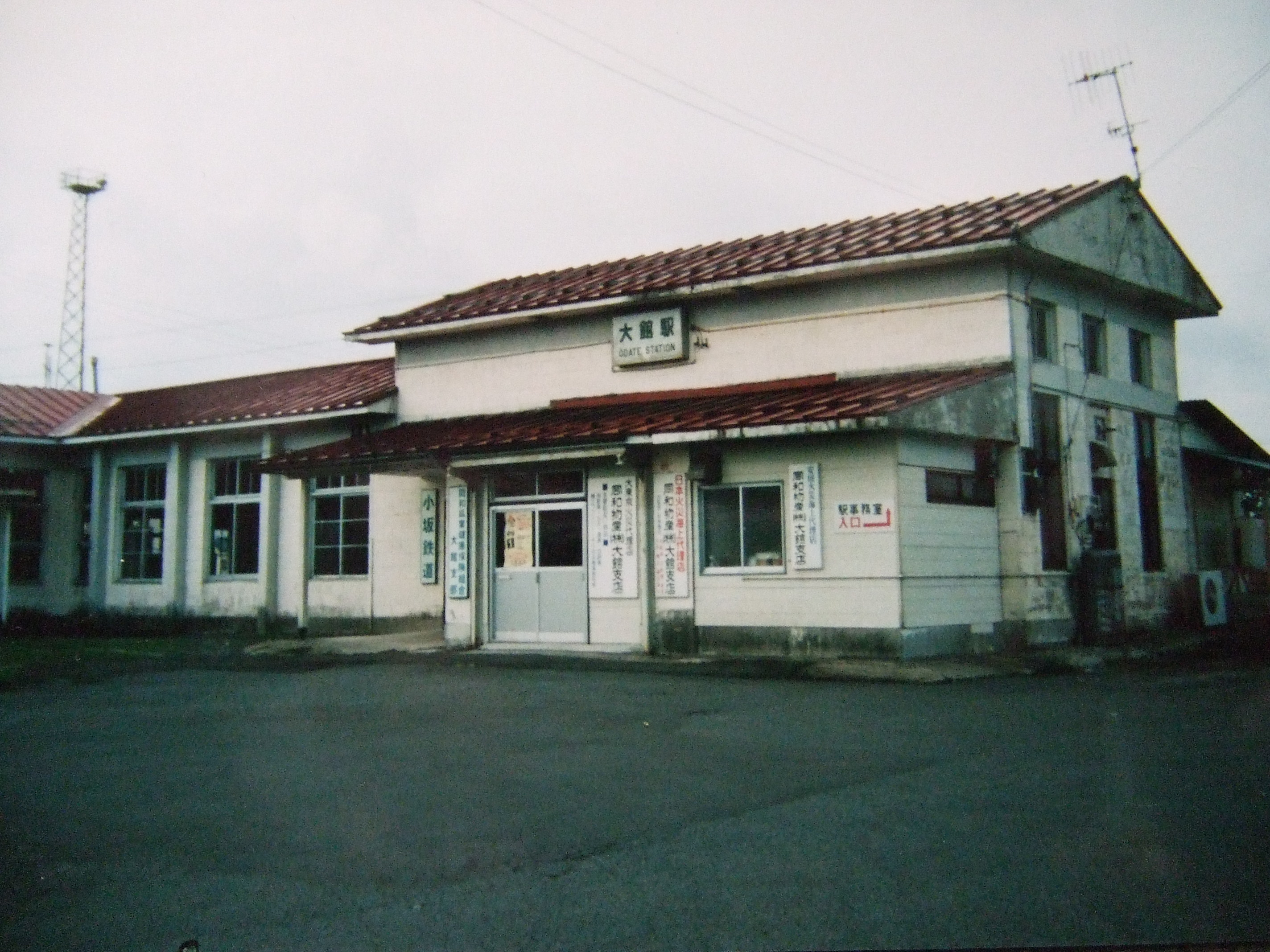
旧駅舎（1997年8月）
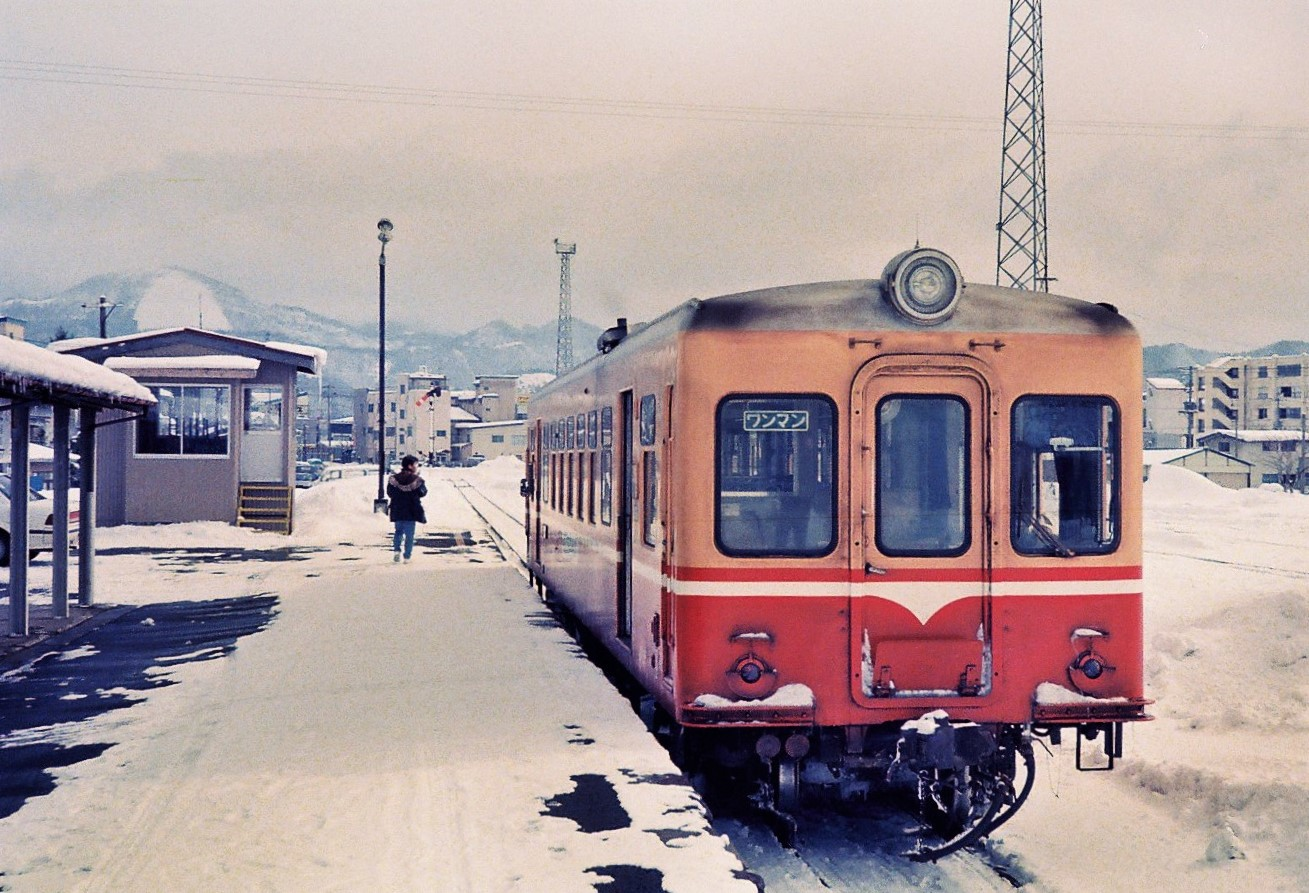
ホームに停車中の列車 （1992年2月）

## 駅弁
主な駅弁は下記の通り。
- 比内地鶏の鶏めし
- 鶏めし

「鶏めし」は「東の大館・西の折尾」とも呼ばれ、福岡県北九州市の折尾駅で販売されているかしわめしと並び称される。1996年（平成8年）ごろまでホームでの立売が行われていた。駅構内ではNewDaysで販売されるほか、予約すれば列車乗降口での受け渡しが可能となっている。

## 利用状況
JR東日本によると、2023年度（令和5年度）の1日平均乗車人員は670人である。
2000年度（平成12年度）以降の推移は以下のとおりである。
| 1日平均乗車人員推移 | 1日平均乗車人員推移 | 1日平均乗車人員推移 | 1日平均乗車人員推移 | 1日平均乗車人員推移 |
| 年度                | 定期外              | 定期                | 合計                | 出典                |
| ------------------- | ------------------- | ------------------- | ------------------- | ------------------- |
| 2000年（平成12年）  |                     |                     | 1,066               | [ 利用客数 2 ]      |
| 2001年（平成13年）  |                     |                     | 1,001               | [ 利用客数 3 ]      |
| 2002年（平成14年）  |                     |                     | 957                 | [ 利用客数 4 ]      |
| 2003年（平成15年）  |                     |                     | 924                 | [ 利用客数 5 ]      |
| 2004年（平成16年）  |                     |                     | 917                 | [ 利用客数 6 ]      |
| 2005年（平成17年）  |                     |                     | 1,062               | [ 利用客数 7 ]      |
| 2006年（平成18年）  |                     |                     | 1,099               | [ 利用客数 8 ]      |
| 2007年（平成19年）  |                     |                     | 1,150               | [ 利用客数 9 ]      |
| 2008年（平成20年）  |                     |                     | 1,158               | [ 利用客数 10 ]     |
| 2009年（平成21年）  |                     |                     | 1,119               | [ 利用客数 11 ]     |
| 2010年（平成22年）  |                     |                     | 1,110               | [ 利用客数 12 ]     |
| 2011年（平成23年）  |                     |                     | 1,102               | [ 利用客数 13 ]     |
| 2012年（平成24年）  | 367                 | 717                 | 1,084               | [ 利用客数 14 ]     |
| 2013年（平成25年）  | 366                 | 764                 | 1,131               | [ 利用客数 15 ]     |
| 2014年（平成26年）  | 348                 | 664                 | 1,013               | [ 利用客数 16 ]     |
| 2015年（平成27年）  | 336                 | 692                 | 1,029               | [ 利用客数 17 ]     |
| 2016年（平成28年）  | 323                 | 593                 | 917                 | [ 利用客数 18 ]     |
| 2017年（平成29年）  | 325                 | 585                 | 911                 | [ 利用客数 19 ]     |
| 2018年（平成30年）  | 316                 | 590                 | 906                 | [ 利用客数 20 ]     |
| 2019年（令和元年）  | 296                 | 578                 | 874                 | [ 利用客数 21 ]     |
| 2020年（令和02年）  | 184                 | 498                 | 682                 | [ 利用客数 22 ]     |
| 2021年（令和03年）  | 187                 | 461                 | 649                 | [ 利用客数 23 ]     |
| 2022年（令和04年）  | 195                 | 430                 | 626                 | [ 利用客数 24 ]     |
| 2023年（令和05年）  | 240                 | 430                 | 670                 | [ 利用客数 1 ]      |

## 駅周辺

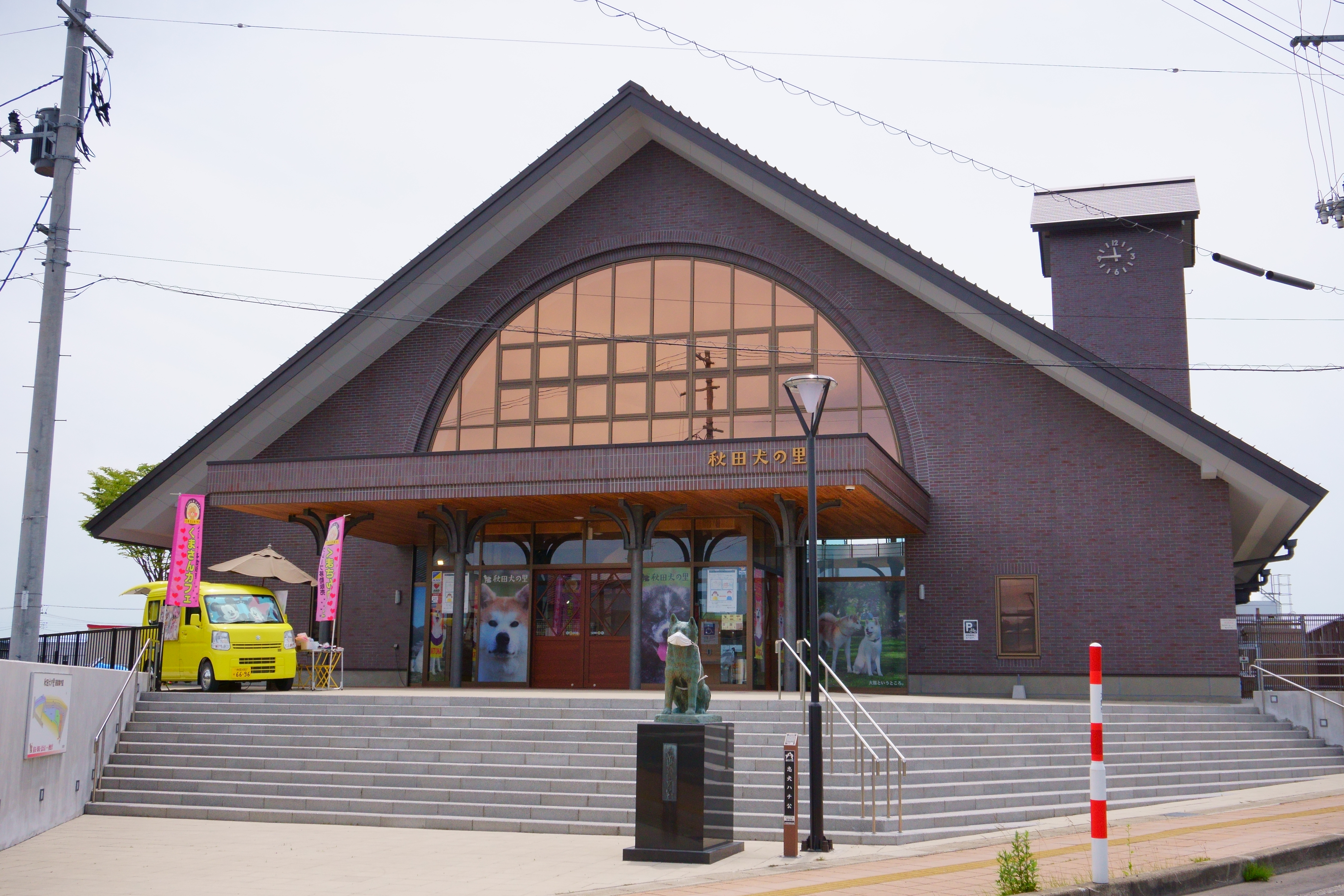
秋田犬の里

- 秋田犬の里
秋田犬に関する施設で、オープンにあたり駅前にあった忠犬ハチ公銅像[2]が施設内に移設されている[新聞 17]（#秋田犬と大館駅参照）。また、施設内には鉄道パーク[新聞 16]や渋谷駅のハチ公前広場から移設された鉄道車両「青ガエル」がある[新聞 18][注 2]。
- 花善（大館駅名物・駅弁「鶏めし」製造会社）
- ニッポンレンタカー大館駅前営業所
- 秋北バス本社
- ジャンボグリーン（ホームセンター）
- 御成座
- 秋田県立大館国際情報学院（自由通路で連絡）
- 秋田銀行大館駅前支店
- 北都銀行大館駅前支店・大館プラザ支店
- 秋田県信用組合大館駅前支店
- 大館駅前郵便局
- いとく大館ショッピングセンター
- 秋田県道21号大館停車場線
- 秋田県道2号大館十和田湖線
- 国道7号

## バス路線
大館駅前バス停は駅舎前のロータリーに設置されている。駅前バスステーションは大館駅から100メートルほど離れる秋北バス本社ビル1階に設置されていたが、2024年8月9日をもって廃止されている。

### 大館駅前
大館市を発着する旧田代町行き以外の路線バスと東京（池袋）行き以外の高速バス、リムジンバス、循環バス「ハチ公」号、コミュニティバスが停車する。2013年（平成25年）10月1日に秋北バスターミナルが廃止され、コミュニティバスと路線バスの一部が大館駅前発着に変更された。
- 1番のりば（秋北バス、一般路線バス・循環バス・コミュニティバス）
  - 市立病院前、大館市役所前、鳳鳴高校前、扇田（扇田病院）、大葛方面
  - 市立病院前、扇田（扇田病院）、労災病院前、花輪方面
  - 市立病院前、大館高校前、扇田、弥助方面・中野方面
  - 早口、鷹巣駅前、北秋田市（鷹巣・米内沢）方面
  - イオン大館店、樹海モール前、小坂高校前、小坂方面
  - 国際情報学院前、釈迦内新道、釈迦内、花岡、矢立方面
  - 市内循環「ハチ公」号
  - コミュニティバス「さわやかみなみ」号
- 2番のりば（高速路線バス・空港リムジンバス・一部路線バスの降車専用）
  - 大館能代空港リムジンバス（秋北タクシー）
  - みちのく号 盛岡駅・杜の道南（イオン盛岡南）・岩手医大病院行き（秋北バス・岩手県北バス）
  - 仙台・大館号 仙台駅東口行き、三井アウトレットパーク仙台港行き（秋北バス）
  - 大館駅前どまりの路線バスの降車

### 駅前バスステーション

秋北バス本社・駅前バスステーションは写真奥

2024年8月8日まで大館駅前から出発したバスは種別にかかわらず、必ず駅前バスステーションにも停車していた。なお、「大館駅前」が終点のバスはバスステーションには停車しなかったが、高速バス以外は近くの御成町1丁目バス停に停車する。
大館駅前バス停は屋外にあるが、駅前バスステーションは待合所が秋北バス本社ビルの中にあった。

## 秋田犬と大館駅

### 忠犬ハチ公像・ハチ公神社

ハチ公像

忠犬ハチ公は北秋田郡二井田村（現在の大館市）で生まれたオスの秋田犬で、1924年（大正13年）1月14日に当駅から荷物車に載せられて上京している。後に主人への忠誠で有名になったことから、1935年（昭和10年）7月に当駅前にも渋谷駅前と同様のハチ公像が建てられていた。しかし、これも渋谷駅のものと同様に、戦時中に金属供出の対象となって回収された。
大戦後、1964年（昭和39年）に秋田犬群像が、1987年（昭和62年）に忠犬ハチ公銅像がそれぞれ駅前に建立された。
さらに、1987年（昭和62年）に映画「ハチ公物語」が公開されたことを記念して大館商工会議所が発泡スチロール製のハチ公像を作成し、これが当駅に寄贈されて1989年（平成元年）春に駅構内（1番線）に「ハチ公神社」として設置された。この像は高さ・奥行きとも約2メートルと大きなものであった。しかし発泡スチロール製であるため傷みが進行し、「忠犬ハチ公銅像及び秋田犬群像維持会」の寄付で2代目のブロンズ製像が制作されることになった。ハチ公神社もこれに合わせてリニューアルし、2009年（平成21年）10月14日に公開のイベントが開かれた。像は高さ85センチメートル、幅40センチメートル、奥行き90センチメートルで、台座・額・由来案内板は十和田石で制作されている。2021年（令和3年）3月末をもって駅改築工事に伴い、「ハチ公神社」は撤去された。神社に鎮座していたハチ公像について、JR東日本秋田支社は管理、所有を含め関係者と協議して決めたいとしている。
なお、1935年（昭和10年）建立の忠犬ハチ公銅像の台座は桜場文蔵邸で保存されていたが、1978年（昭和53年）に大館市内の秋田犬会館前に台座のみ移設され、2004年（平成16年）に有志により台座上に「望郷のハチ公像」が建立されている。
また、前記1987年建立の忠犬ハチ公銅像に関しては2013年2月8日にBSジャパンで放送された『まさはる君が行く!ポチたまペットの旅～秋田』の中で紹介され、同像を前にして旅犬・まさはる君が寒さのあまり固まっている姿が映像としてとらえられていた。

### 秋田犬姉妹の観光駅長
2017年（平成29年）4月28日に、大館市の「秋田犬ふれあい隊」が保有する2頭の秋田犬、赤毛の「あこ」と虎毛の「飛鳥」が当駅の観光駅長として委嘱されることになった。同日、当駅駅舎内にて大館市、同市観光協会、秋田犬保存会の関係者など13名が出席して就任（委嘱状交付）式を挙行、当駅の駅長から各々に制帽および名前が刷り込まれた前掛けが手渡され、そのあと当駅前に建つ忠犬ハチ公像の前で記念撮影に臨んだ。
「あこ」と「飛鳥」は何れも2016年（平成28年）6月23日生まれの年齢10か月（前記委嘱伝達時点）のメスで、同年9月8日に秋田犬保存会を通じて「秋田犬ふれあい隊」に譲渡、同年10月初旬に一般公募から命名されている。
観光駅長としての任期は2017年（平成29年）5月6日から「当面の間」とされており、現時点では秋ごろまでを予定しているという。勤務は祝日を除く毎週土・日両曜日の9時45分から10時15分で、2頭のうちのいずれか1頭が当駅に停車する特急の乗降客など当駅を訪れる観光客の出迎えをすることになっている。
初勤務日となった5月6日は「あこ」が出勤し、当駅を訪れた観光客に囲まれていたが、その中にはアメリカ出身の青森県弘前市在住者も含まれ、その弘前市在住者は映画『ハチ公物語』のハリウッド・リメイク版『HACHI 約束の犬』に魅了されたとのことで、「あこ」を撫でつつ「秋田犬はアメリカでも有名。観光にも役立つと思う」と喜んでいた。
この「あこ」と「飛鳥」の2頭については、観光駅長として委嘱される前、2016年（平成28年）12月初旬より2017年（平成29年）3月末までの大晦日と元旦を除く毎週土日祝日の予定で当駅にて乗降客らを出迎える取り組みを大館市独自で始めており、2016年（平成28年）12月23日から2017年（平成29年）1月末までの期間には当駅改札口前にて2頭を写したスナップ写真などを展示する写真展を開いていた。しかし2頭は寒さとストレスが原因とみられる体調不良のため2017年（平成29年）の年明けから活動を休止、ネット上での活動休止告知に対し2頭の体調を気遣う書き込みなどが寄せられていたが、同年4月26日付けで活動再開を告知している。
なお、大館市では、2019年（平成31年）春を目処に、当駅前に秋田犬とふれあうことの出来る展示施設「ハチの駅（仮称）」をつくる構想を抱いている。

## 隣の駅
東日本旅客鉄道（JR東日本）
■奥羽本線
- 特急「スーパーつがる」・「つがる」停車駅

□快速
早口駅 - 大館駅 - 碇ケ関駅
■普通
下川沿駅 - 大館駅 - 白沢駅
■花輪線
東大館駅 - 大館駅

### かつて存在した路線
小坂製錬（開業当時は小坂鉄道→同和鉱業）
小坂線
大館駅 - 茂内駅
同和鉱業
花岡線
大館駅 - 松峯駅

### 記事本文